# Економіка Африки
Економіка Африки складається з торгівлі, промисловості, сільського господарства та людських ресурсів континенту. Станом на  2019 рік приблизно 1,3 мільярда людей  проживало в 54 країнах Африки. Африка відзначається багатством природних ресурсів. Нещодавній ріст економіки відбувся завдяки зростанню продажів, товарів, послуг і виробництва. Очікується, що Західна Африка, Східна Африка, Центральна Африка та Південна Африка, зокрема, досягнуть сумарного ВВП у 29 трильйонів доларів США до 2050 року.
У березні 2013 року Африка була визначена як найбідніший населений континент у світі; однак Світовий банк очікує, що більшість африканських країн досягнуть статусу «середнього доходу» (щонайменше 1025 доларів США на людину на рік) до 2025 року, якщо поточні темпи зростання збережуться. Є низка причин поганої економіки Африки: історично склалося так, що незважаючи на те, що Африка мала низку імперій, які торгували з багатьма частинами світу, багато людей жили в сільській місцевості; крім того, європейська колонізація, а згодом холодна війна створили політичну, економічну та соціальну нестабільність.
Однак станом на  2013 рік Африка була найбільш швидкозростаючим континентом у світі з 5,6% на рік, і очікується, що ВВП зростатиме в середньому на 6% на рік між 2013 і 2023 роками. У 2017 році Африканський банк розвитку повідомив, що Африка є другою за темпами зростання економікою у світі, і допускає, що середнє зростання відновиться до 3,4% у 2017 році, тоді як очікується зростання на 4,3% у 2018 році. Зростання спостерігалося на всьому континенті: понад третина африканських країн демонструє темпи зростання 6% або вище, а ще 40% зростають від 4% до 6% на рік. Деякі міжнародні бізнес-оглядачі також назвали Африку майбутнім двигуном економічного зростання світу.

## Історія
Тисячоліттями економіка Африки була різноманітною, що обумовлювалося широкими торговельними шляхами, що розвивалися між містами та королівствами. Деякі торговельні шляхи були сухопутними, деякі включали судноплавство річками, інші розвивалися навколо портових міст. Великі африканські імперії стали багатими завдяки своїм торговельним мережам, наприклад Стародавній Єгипет, Нубія, Малі, Ашанті, імперія Ойо та Стародавній Карфаген. Деякі частини Африки мали тісні торговельні відносини з арабськими королівствами, а за часів Османської імперії африканці масово почали переходити в іслам. Цей розвиток разом із економічним потенціалом у пошуку торгового шляху до Індійського океану привів португальців як імперську силу до Африки на південь від Сахари. Колоніальні інтереси створили нові індустрії, щоб задовольнити європейські апетити до таких товарів, як пальмова олія, каучук, бавовна, дорогоцінні метали, прянощі, товарні культури та інші товари, і інтегрували прибережні райони в атлантичну економіку.
Важливим чинником економічного розвитку було набуття елітою людського капіталу. Між 14-м і 20-м століттями можна спостерігати, що в регіонах з більшою кількістю насильства серед еліт і, отже, з вищими шансами померти в молодшому віці, еліта не інвестувала багато в освіту. Таким чином, їхня чисельність (як міра людського капіталу), як правило, нижча, ніж у менш безпечних країнах, і навпаки. Цим можна пояснити різницю в економічному розвитку між африканськими регіонами.

### Потрясіння 20 століття
Після здобуття африканськими країнами незалежності в 20 столітті економічні, політичні та соціальні потрясіння охопили більшу частину континенту. Проте в останні роки в деяких країнах спостерігається економічне відновлення.
Початок африканського економічного буму (який триває з 2000-х років) порівнюють із китайським економічним бумом, який виник в Азії з кінця 1970-х років. У 2013 році в Африці налічувалось сім найбільш швидкозростаючих економік світу.
Станом на 2018 рік Нігерія є найбільшою економікою в Африці за номінальним ВВП, за нею йде Південна Африка; за ППС Єгипет є другим за величиною після Нігерії. Екваторіальна Гвінея має найвищий в Африці ВВП на душу населення. Багаті нафтою країни, такі як Алжир, Лівія та Габон, а також багата корисними копалинами Ботсвана виявились одними з найкращих економік континенту на початку 21 століття, тоді як Зімбабве та Демократична Республіка Конго є потенційно одними з найбагатших країн світу за природними ресурсами, але ці країни опинились у списку найбідніших націй світу через всепроникну політичну корупцію, війни та еміграцію. Ботсвана вирізняється своїм постійним сильним і стабільним зростанням після здобуття незалежності.

## Сучасні умови

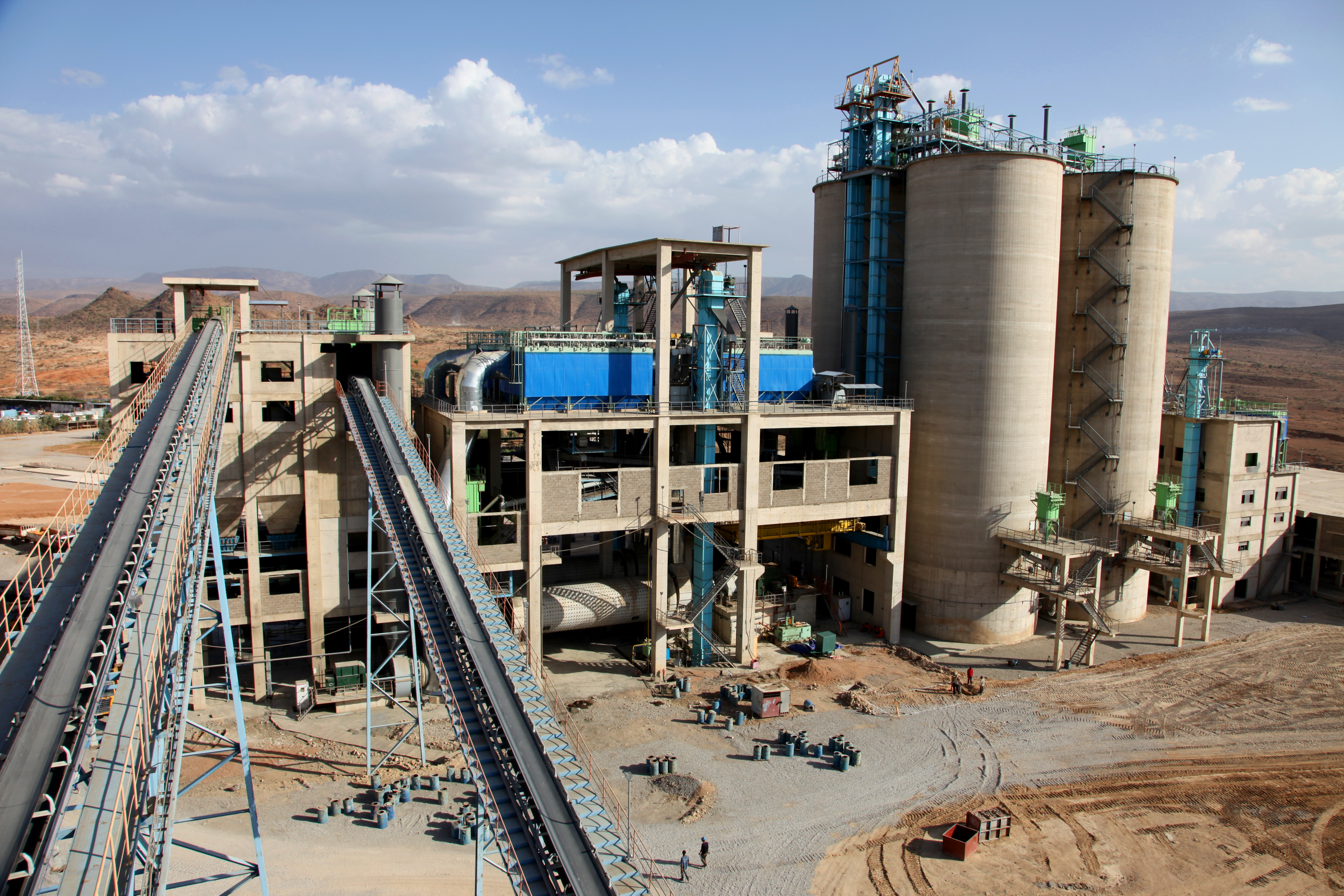
Новий завод Національної цементної акціонерної компанії Ефіопії в Діре Дава

Організація Об'єднаних Націй прогнозує, що економічне зростання Африки сягне 3,5% у 2018 році та 3,7% у 2019 році. Станом на 2007 рік зростання в Африці перевищило зростання в Східній Азії. Дані свідчать про те, що деякі частини континенту зараз переживають швидке зростання завдяки своїм ресурсам і зростаючій політичній стабільності, а також «починаючи з 2007 року стабільно зростає рівень миролюбності». Світовий банк повідомляє, що економіка країн Африки на південь від Сахари зростала темпами, які відповідають або перевищують світові темпи. За даними Департаменту ООН з економічних і соціальних питань, покращення сукупного зростання в регіоні значною мірою пояснюється відновленням у Єгипті, Нігерії та Південній Африці, трьох найбільших економіках Африки.
Африка на південь від Сахари серйозно постраждала, коли державні доходи скоротилися з 22% ВВП у 2011 році до 17% у 2021 році. 15 африканських країн мають значний борговий ризик, а 7 наразі перебувають у фінансовій кризі, за даними МВФ. У 2021 році регіон отримав спеціальні права запозичення від МВФ у розмірі 23 мільярдів доларів США для підтримки критично важливих державних витрат.
Економіки африканських країн, що розвиваються найшвидше, добились зростання, яке значно перевищувало середні світові темпи. До лідерів у 2007 році належать Мавританія з темпом зростання 19,8%, Ангола – 17,6%, Судан – 9,6%, Мозамбік – 7,9% і Малаві – 7,8%. Серед інших країн, які швидко ростуть, є Руанда, Мозамбік, Чад, Нігер, Буркіна-Фасо, Ефіопія. Тим не менш, зростання було вкрай низьким, негативним або млявим у багатьох частинах Африки, включаючи Зімбабве, Демократичну Республіку Конго, Республіку Конго та Бурунді. Багато міжнародних агентств все більше зацікавлені в інвестуванні в африканські економіки, що розвиваються, особливо тому, що Африка продовжує підтримувати високі темпи економічного зростання, незважаючи на поточну глобальну економічну рецесію. Рівень прибутку від інвестицій в Африці наразі найвищий у країнах, що розвиваються.
Деякі міжнародні інституції займаються списанням боргів в інтересах підтримки економічного розвитку Африки. У 1996 році ООН виступила спонсором ініціативи щодо бідних країн із великою заборгованістю (HIPC), яку згодом підтримали МВФ, Світовий банк і Африканський фонд розвитку ( AfDF ) у формі Ініціативи багатостороннього списання боргів (MDRI). Станом на 2013 рік ця ініціатива дозволила частково списати борги 30 африканським країнам.
На початку 2021 року Європейський інвестиційний банк за допомогою Партнерства Making Finance Work for Africa (MFW4A) опитав 78 банків в Африці на південь від Сахари для дослідження ЄІБ «Банківська діяльність в Африці». Банки, які взяли участь, контролюють майже 30% активів континенту. Майже дві третини опитаних банків посилили правила кредитування, але понад 80% розширили використання реструктуризації або мораторію на кредити. Кілька банків були змушені внести зміни на рівні співробітників, тоді як трохи менше однієї третини скоригували ціни. Приблизно половина банків мали гарантії працівників, більшість із яких надходили від центрального банку, уряду чи міжнародної фінансової установи.
Пакети фіскального стимулювання в африканських країнах до середини 2020 року становили приблизно 1–2% ВВП, а монетарне стимулювання становило близько 2% ВВП. Це близько до глобального середнього показника МВФ для країн, що розвиваються з низьким рівнем доходу, який становить близько 2% від ВВП 2020 року за один рік від початку пандемії COVID-19. У той же час ринки, що розвиваються, прийняли пакет вартістю близько 4% ВВП, тоді як розвинені країни виконали пакет вартістю приблизно 16% ВВП. Внаслідок пандемії середній бюджетний дефіцит по всій Африці зріс з 5% ВВП у 2019 році до понад 8% у 2020 році. Через відсутність бюджетного простору дефіцит призвів до збільшення запозичень, які африканські країни мають менше можливостей покрити, ніж інші розвинені економіки.
Країни Північної та Південної Африки вжили найбільше заходів для подолання кризи у фінансовому секторі, спричиненої пандемією, у середньому 14 заходів на країну. 34 африканські країни вжили заходів для збільшення ліквідності та зниження вартості запозичень, переважно шляхом зниження облікової ставки. Південна Африка, наприклад, знизила ставки на 200 базисних пунктів або більше. Найбільш використовуваним заходом було модифікувати роботу з непрацюючими кредитами шляхом зниження вимог до резервів. Щоб допомогти банкам подолати кризу COVID-19, органи влади обмежили дивіденди та інші способи використання доходів, дозволили тимчасове вивільнення буферів капіталу, пом’якшили вимоги до капіталу чи ліквідності або внесли інші тимчасові коригування пруденційних нормативів. Незважаючи на пандемію COVID-19, у 2020 році африканські приватні інвестиції були стабільними — вони зросли до 4,3 мільярда доларів США з 3,9 мільярда доларів США у 2019 році, оскільки поточні транзакції були закриті. Очікується, що для ресурсомістких країн реальний ВВП на душу населення залишатиметься нижче допандемічного рівня принаймні до 2024 року зі зростанням лише на 1% на рік у 2022 та 2023 роках. До пандемії очікувалося зростання на рівні 2% або більше.

### Ріст торгівлі
Торгівля значною мірою сприяла зростанню економіки Африки на початку 21 століття. Китай та Індія стають все більш важливими торговими партнерами; 12,5% африканського експорту припадає на Китай, 4% — на Індію, на яку припадає 5% китайського імпорту та 8% індійського. «Група п’яти» (Індонезія, Малайзія, Саудівська Аравія, Таїланд і Об’єднані Арабські Емірати) є ще одним дедалі важливішим ринком для африканського експорту.

### Майбутнє

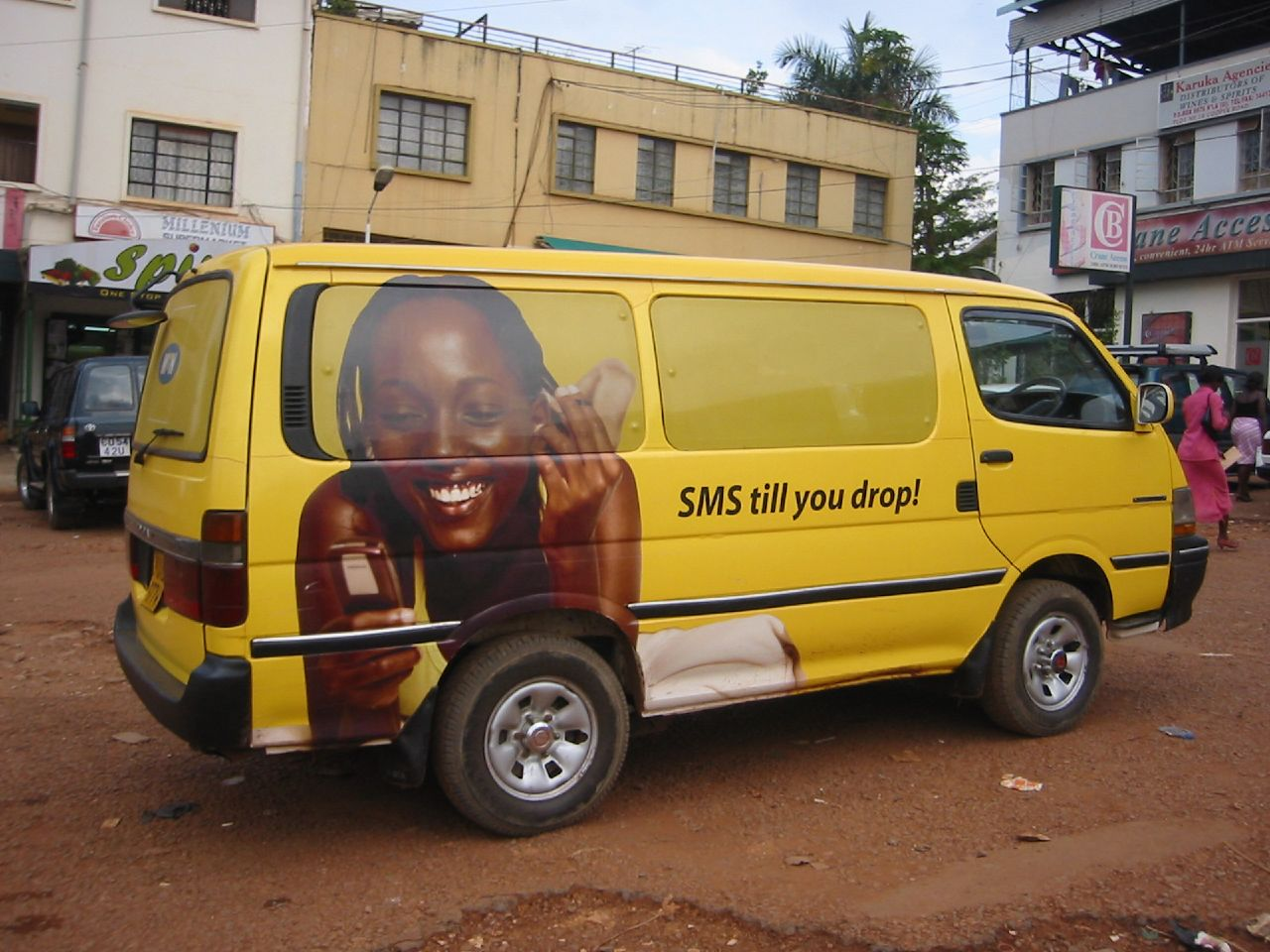
Реклама мобільного телефону на борту фургона, Кампала, Уганда

Очікується, що економіка Африки — із розширенням торгівлі, знанням англійської мови (офіційної в багатьох країнах на південь від Сахари), підвищенням грамотності та освіти, наявністю чудових ресурсів і дешевшою робочою силою — буде продовжувати функціонувати краще в майбутньому. Торгівля між Африкою та Китаєм у 2011 році становила 166 мільярдів доларів США 
Африка відчує «демографічний дивіденд» лише до 2035 року, коли її молода та зростаюча робоча сила матиме менше дітей і пенсіонерів як утриманців у відношенні до населення, що зробить її демографічно більш порівнянною з США та Європою. Робоча сила стає все більш освіченою, і очікується, що до 2020 року майже половина працівників матиме середню освіту. Споживацький клас також з’являється в Африці, і очікується, що він продовжуватиме розвиватися. В Африці проживає близько 90 мільйонів людей із сімейним доходом понад 5000 доларів США, що означає, що вони можуть спрямовувати більше половини свого доходу на дискреційні витрати, а не на потреби. До 2020 року це число може досягти прогнозованих 128 мільйонів 
В липні 2013 року під час візиту до Африки президент США Барак Обама оголосив про план у 7 мільярдів доларів США на подальший розвиток інфраструктури та більш інтенсивну співпрацю з главами африканських держав. Обама також оприлюднив нову програму під назвою «Торгівля в Африці», спрямовану на активізацію торгівлі на континенті, а також між Африкою та США.
Із запровадженням нового плану економічного зростання та розвитку, представленого членами Африканського союзу, близько 27 його членів, які в середньому є одними з найбільш розвинутих економік континенту, сприятимуть подальшій економічній, соціальній та політичній інтеграції континенту. Африканська континентальна зона вільної торгівлі сприятиме розвитку бізнесу між державами-членами та всередині континенту. Це сприятиме подальшому скороченню надмірної залежності від імпорту готової продукції та сировини на континент.
Прогнозується, що розрив між багатими та бідними країнами продовжуватиме зростати протягом наступних десятиліть.

### Підприємливість
Підприємливість є ключем до зростання. Уряди повинні будуть забезпечити сприятливе для бізнесу нормативне середовище, щоб сприяти розвитку інновацій. У 2019 році фінансування стартапів венчурним капіталом стрімко зросло, сягнувши 1,3 мільярда доларів. Причини поки що неясні, але освіта, безумовно, є фактором.

## Причини тривалого економічного відставання
Нерозв'язна проблема бідності в Африці призвела до дебатів щодо її корінних причин. Ендемічні війни та заворушення, широко поширена корупція та деспотичні режими є як причинами, так і наслідками триваючих економічних проблем. Деколонізація Африки була сповнена нестабільності, посиленої конфліктом холодної війни. Починаючи з середини 20 століття, холодна війна та зростання корупції, погане управління, хвороби та деспотизм також сприяли поганій економіці Африки.
На думку The Economist, найважливішими факторами є корупція в уряді, політична нестабільність, соціалістична економіка та протекціоністська торгова політика.

### Інфраструктура

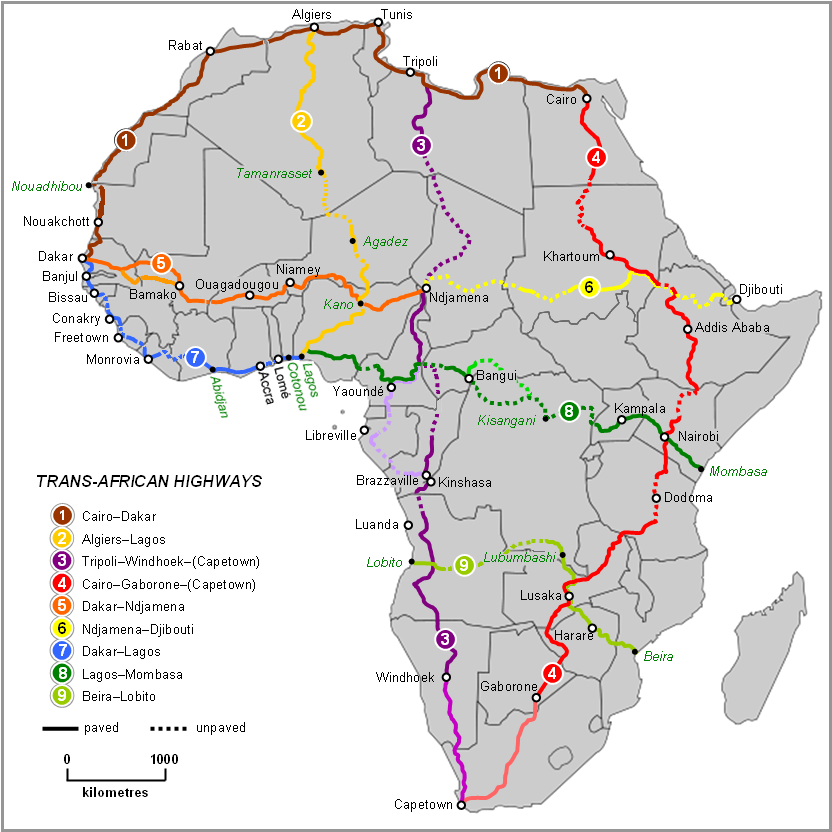
Мережа Трансафриканських магістралей

На думку дослідників з Інституту розвитку зарубіжних країн, відсутність інфраструктури в багатьох країнах, що розвиваються, є одним із найсуттєвіших обмежень для економічного зростання та досягнення Цілей розвитку тисячоліття (ЦРТ). Інвестиції в інфраструктуру та технічне обслуговування можуть бути дуже дорогими, особливо в таких районах, як країни, що не мають виходу до моря, сільські та малонаселені країни Африки.
Було стверджено, що інвестиції в інфраструктуру сприяли більш ніж половині кращих показників зростання в Африці між 1990 і 2005 роками, і збільшення інвестицій необхідно для підтримки зростання економіки і боротьби з бідністю. Прибуток від інвестицій в інфраструктуру є дуже значним: у середньому 30–40% прибутку від інвестицій у телекомунікації (ІКТ), понад 40% від виробництва електроенергії та 80% від доріг.
В Африці стверджується, що для досягнення ЦРТ до 2015 року інвестиції в інфраструктуру повинні досягти приблизно 15% ВВП (близько 93 мільярдів доларів на рік). Наразі джерело фінансування суттєво відрізняється в різних секторах. В деяких секторах домінують державні витрати, в інших – допомога розвитку за кордоном (ODA), а в третіх – приватні інвестори. У країнах Африки на південь від Сахари держава витрачає близько 9,4 мільярда доларів із загальної суми в 24,9 мільярда доларів.
У зрошенні країни Африки на південь від Сахари представляють майже всі витрати; у транспорті та енергетиці більшість інвестицій є державними витратами; в інформаційно-комунікаційних технологіях, водопостачанні та каналізації приватний сектор складає більшість капітальних витрат. Загалом допомога, приватний сектор і фінансисти, що не входять до ОЕСР, перевищують державні витрати. Лише витрати приватного сектора дорівнюють капітальним витратам держави, хоча більшість зосереджена на інвестиціях в інфраструктуру ІКТ. Зовнішнє фінансування зросло з $7 млрд (2002) до $27 млрд (2009). Китай, зокрема, став важливим інвестором.

### Колоніалізм

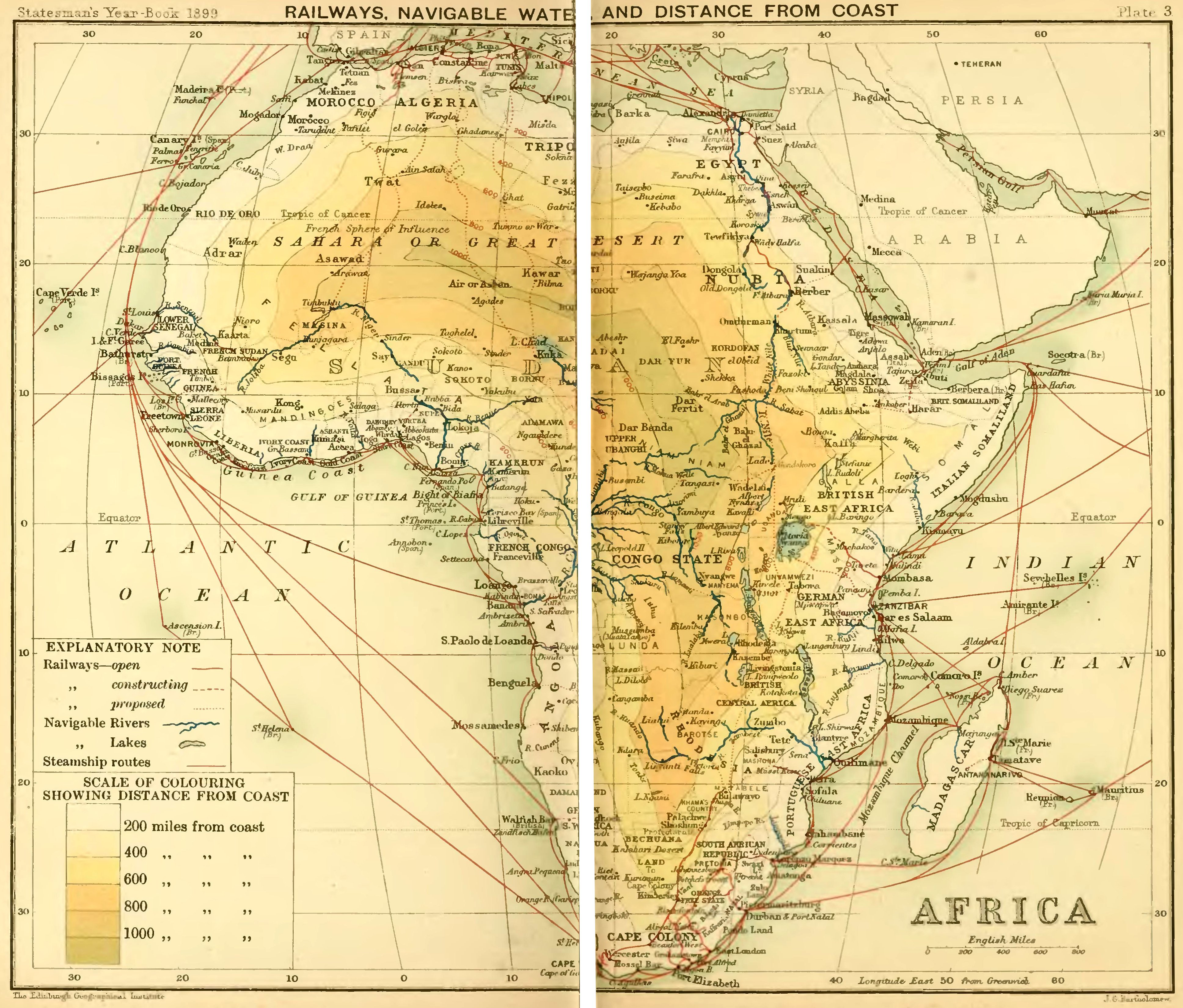
Залізнична карта Африки, включно з пропонованими і будуваними коліями, The Statesman's Yearbook, 1899

Головною метою колоніального правління в Африці європейських колоніальних держав було використання природних багатств африканського континенту за низьку ціну. Деякі автори, наприклад Уолтер Родні у своїй книзі «Як Європа недорозвинула Африку», стверджують, що ця колоніальна політика є прямою причиною багатьох сучасних проблем Африки. Критики колоніалізму звинувачують колоніальне панування в завданні шкоди африканській гордості, самооцінці та вірі в себе. Інші постколоніальні вчені, особливо Франц Фанон, який продовжує цю лінію, стверджували, що справжні наслідки колоніалізму є психологічними і що домінування іноземної держави створює тривале відчуття неповноцінності та підкорення, яке створює перешкоду для зростання та інновацій. Такі аргументи стверджують, що з’являється нове покоління африканців, вільних від колоніальних думок і мислення, і що це є рушійною силою економічних перетворень.
Історики Л. Г. Ганн і Пітер Дуіньян стверджували, що Африка, ймовірно, виграла від колоніалізму. Хоча колоніалізм мав свої недоліки, він, ймовірно, був «одним із найефективніших двигунів культурного поширення у світовій історії». Ці погляди, однак, є суперечливими і відкидаються деякими, хто, загалом, вважає колоніалізм поганим. Економічний історик Девід Кеннет Філдхаус зайняв щось на кшталт середньої позиції, стверджуючи, що наслідки колоніалізму були насправді обмеженими, а їхня головна слабкість полягала не в навмисному недорозвиненні, а в тому, чого він не зміг зробити. Найл Фергюсон погоджується з його останньою тезою, стверджуючи, що головною слабкістю колоніалізму були гріхи бездіяльності. Аналіз економіки африканських держав показує, що незалежні держави, такі як Ліберія та Ефіопія, не мали кращих економічних показників, ніж їхні постколоніальні аналоги. Зокрема, економічні показники колишніх британських колоній були кращими, ніж у незалежних держав та колишніх французьких колоній.
Відносна бідність Африки виникла ще до колоніалізму. Джаред Даймонд стверджує в книзі Guns, Germs, and Steel, що Африка завжди була бідною через ряд екологічних факторів, які впливали на історичний розвиток. Ці фактори включають низьку щільність населення, відсутність одомашненої худоби та рослин, а також орієнтацію географії Африки з півночі на південь. Проте теорії Даймонда були розкритиковані деякими спеціалістами, включаючи Джеймса Морріса Блаута, як форму екологічного детермінізму. Історик Джон К. Торнтон стверджує, що Африка на південь від Сахари була відносно багатою та технологічно розвинутою принаймні до сімнадцятого століття. Деякі вчені, які вважають, що Африка загалом була біднішою за решту світу протягом своєї історії, роблять винятки для певних частин Африки. Асемоглю і Робінсон, наприклад, стверджують, що більша частина Африки завжди була відносно бідною, але  Аксум, Гана, Сонгхай, Малі, [і] Велике Зімбабве ... були, ймовірно, такими ж розвиненими, як і їхні сучасники в будь-якій точці світу». Багато людей, у тому числі Родні та Джозеф Е. Інікорі, стверджували, що бідність Африки на початку колоніального періоду була в основному спричинена демографічними втратами, пов’язаними з работоргівлею, а також іншими пов’язаними суспільними змінами. Інші, такі як Дж. Д. Фейдж і Девід Елтіс, відкинули цю точку зору.

### Мовне розмаїття

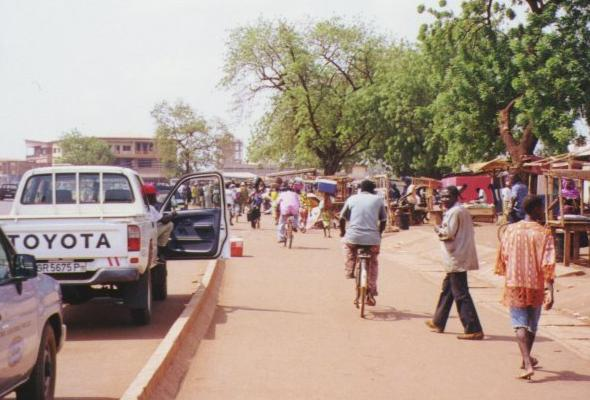
Вибрана навмання пара людей у Гані має лише 8,1% шансів спільної рідної мови.

Африканські країни страждають від труднощів спілкування, спричинених мовною різноманітністю. Індекс різноманітності Грінберга - це ймовірність того, що двоє випадково вибраних людей будуть мати різні рідні мови. З 25 найбільш різноманітних країн за цим індексом 18 (72%) є африканськими. Це включає 12 країн, для яких індекс різноманітності Грінберга перевищує 0,9, що означає, що пара випадково вибраних людей матиме менше 10% шансів мати однакову рідну мову. Однак основною мовою уряду, політичних дебатів, академічного дискурсу та адміністрації часто є мова колишніх колоніальних держав; англійська, французька або португальська. 

### Теорії, засновані на торгівлі
Теорія залежності стверджує, що багатство та процвітання наддержав та їхніх союзників у Європі, Північній Америці та Східній Азії залежить від бідності решти світу, включаючи Африку. Економісти, які підтримують цю теорію, вважають, що бідніші регіони повинні розірвати свої торговельні зв’язки з розвиненим світом, щоб процвітати.
Менш радикальні теорії припускають, що економічний протекціонізм у розвинених країнах гальмує розвиток Африки. Якщо країни, що розвиваються, збирають сільськогосподарську продукцію за низькими витратами, вони зазвичай не експортують стільки, скільки очікувалося. Вважається, що причиною є значні сільськогосподарські субсидії та високі імпортні тарифи в розвинених країнах світу, особливо ті, що встановлені Японією, Спільною сільськогосподарською політикою Європейського Союзу та Міністерством сільського господарства Сполучених Штатів. Хоча ці субсидії та тарифи поступово знижуються, вони залишаються високими.
Місцеві умови також впливають на експорт; надмірне державне регулювання в кількох африканських країнах може перешкоджати їхньому експорту стати конкурентоспроможним. Дослідження економіки суспільного вибору, такі як дослідження Джейн Шоу, свідчать про те, що протекціонізм діє в тандемі з серйозним державним втручанням, які в поєднанні пригнічують економічний розвиток. Фермери, на яких діють обмеження на імпорт та експорт, обслуговують локалізовані ринки, що наражає їх на більшу нестабільність ринку та обмежує можливості. У невизначених ринкових умовах фермери вимагають державного втручання, щоб придушити конкуренцію на своїх ринках, що призводить до витіснення конкуренції з ринку. Оскільки конкуренція витісняється з ринку, фермери  впроваджують менше інновацій і вирощують менше їжі, що ще більше погіршує економічні показники.

### Управління
Хоча в 1960-х роках Африка й Азія мали однакові рівні доходу, з тих пір Азія випередила Африку, за винятком кількох надзвичайно бідних і охоплених війною країн, таких як Афганістан і Ємен. Одна школа економістів стверджує, що кращий економічний розвиток Азії полягає в місцевих інвестиціях. Корупція в Африці полягає насамперед у отриманні економічної ренти та переміщенні отриманого фінансового капіталу за кордон замість інвестування вдома; стереотип про африканських диктаторів із швейцарськими банківськими рахунками часто є точним. Дослідники Массачусетського університету в Амгерсті підрахували, що з 1970 по 1996 рік відтік капіталу з 30 країн на південь від Сахари склав 187 мільярдів доларів, що перевищує зовнішню заборгованість цих країн. Автори Леонс Ндікумана та Джеймс К. Бойс підрахували, що з 1970 по 2008 роки втеча капіталу з 33 країн на південь від Сахари склала 700 мільярдів доларів.
Конголезький диктатор Мобуту Сесе Секо став горезвісним через корупцію, кумівство та розтрату від 4 до 15 мільярдів доларів під час його правління. Соціалістичні уряди під впливом марксизму та проведеної ними земельної реформи також сприяли економічній стагнації в Африці. Наприклад, режим Роберта Мугабе в Зімбабве, зокрема захоплення землі у білих фермерів, призвів до краху сільськогосподарської економіки країни, яка раніше була однією з найсильніших в Африці; Мугабе раніше підтримували СРСР і Китай під час Визвольної війни Зімбабве. Танзанія залишилася однією з найбідніших і найбільш залежних від допомоги країн, і їй знадобилися десятиліття, щоб відновитися. З моменту скасування соціалістичної однопартійної держави в 1992 році та переходу до демократії Танзанія пережила швидке економічне зростання, зростання склало 6,5% у 2017 році 

### Іноземна допомога
Поставки продовольства в разі гострої місцевої нестачі, як правило, не викликають суперечок; але, як показав Амарті Сен, більшість голоду пов’язана з нестачею місцевого доходу, а не їжі. У таких ситуаціях продовольча допомога — на відміну від фінансової — має наслідком знищення місцевого сільського господарства і служить головним чином для західного агробізнесу, який значно перевиробляє продовольство в результаті сільськогосподарських субсидій.
Історично продовольча допомога тісніше корелює з надлишком пропозиції в західних країнах, ніж з потребами країн, що розвиваються. Іноземна допомога є невід’ємною частиною економічного розвитку Африки з 1980-х років.
Модель допомоги критикували за те, що вона витісняє торгові ініціативи. Все більше доказів свідчить про те, що іноземна допомога зробила континент біднішим. Одним із найбільших критиків моделі розвитку допомоги є економіст Дамбіса Мойо (замбійський економіст із США), який представив модель мертвої допомоги, яка підкреслює, що іноземна допомога була стримуючим фактором для місцевого розвитку.
Сьогодні Африка стикається з проблемою залучення іноземної допомоги в регіони, де існує потенціал для отримання високого доходу від попиту. Вона потребує більшої економічної політики та активної участі у світовій економіці. Оскільки глобалізація загострила конкуренцію за іноземну допомогу між країнами, що розвиваються, Африка намагалася покращити своє становище для отримання іноземної допомоги, взявши на себе більше відповідальності на регіональному та міжнародному рівнях. Крім того, Африка створила « Африканський план дій», щоб налагодити нові відносини з партнерами з розвитку, щоб розділити відповідальність щодо пошуку шляхів отримання допомоги від іноземних інвесторів.

## Торгові блоки та багатосторонні організації
Африканський Союз — найбільше міжнародне економічне угруповання на континенті. Цілі конфедерації включають створення зони вільної торгівлі, митного союзу, єдиного ринку, центрального банку та спільної валюти (див. Африканський валютний союз), таким чином засновуючи економічний та валютний союз. Нині планується створити Африканське економічне співтовариство з єдиною валютою до 2023 року  Африканський інвестиційний банк покликаний стимулювати розвиток. Плани АС також включають перехідний Африканський валютний фонд, що веде до Африканського центрального банку. Деякі партії підтримують розвиток ще більш об'єднаних Сполучених Штатів Африки.
Міжнародні валютно-банківські союзи включають:
- Центральний банк західноафриканських держав
- Банк держав Центральної Африки
- Спільна валютна зона

### Регіональні економічні організації
У 1960-х ганський політик Кваме Нкрума пропагував економічний і політичний союз африканських країн з метою незалежності. Відтоді цілі та організації збільшилися. Зусилля за останні десятиліття призвели до різних ступенів регіональної економічної інтеграції. Станом на 2012 рік торгівля між африканськими державами становить лише 11% від загальної торгівлі Африки, приблизно в п’ять разів менше, ніж в Азії. Більшість цієї внутрішньоафриканської торгівлі відбувається з Південно-Африканської Республіки, а більша частина торговельного експорту з ПАР йде до сусідніх країн Південної Африки.
Зараз існує вісім регіональних організацій, які допомагають економічному розвитку Африки:
| Назва організації                                   | Дата створення         | Країни-члени | Загальний ВВП (у мільйонах доларів США) |
| --------------------------------------------------- | ---------------------- | --- | --------------------------------------- |
| Економічне співтовариство держав Західної Африки    | 28 травня 1975 року    | Бенін, Буркіна-Фасо, Кабо-Верде, Гамбія, Гана, Гвінея-Бісау, Гвінея, Кот-д'Івуар, Ліберія, Малі, Нігер, Нігерія, Сенегал, Сьєрра -Леоне, Того | 657                                     |
| Східноафриканське співтовариство                    | 30 листопада 1999 року | Бурунді, Кенія, Уганда, Руанда, Танзанія | 232                                     |
| Економічне співтовариство держав Центральної Африки | 18 жовтня 1983 р       | Ангола, Бурунді, Камерун, Центральноафриканська Республіка, Конго, Демократична Республіка Конго, Габон, Гвінея, Сан-Томе і Прінсіпі, Чад | 289                                     |
| Південноафриканська спільнота розвитку              | 17 серпня 1992 року    | Ангола, Ботсвана, Есватіні (Свазіленд), Лесото, Мадагаскар, Малаві, Маврикій, Мозамбік, Намібія, Демократична Республіка Конго, Сейшельські Острови, Південна Африка, Танзанія, Замбія, Зімбабве | 909                                     |
| Міжурядовий орган з розвитку                        | 25 листопада 1996 року | Джибуті, Ефіопія, Кенія, Уганда, Сомалі, Судан, Південний Судан | 326                                     |
| Спільнота Сахельсько-Сахарських держав              | 4 лютого 1998 року     | Бенін, Буркіна-Фасо, Центральноафриканська Республіка , Коморські Острови, Джибуті, Єгипет, Еритрея, Гамбія, Гана, Гвінея, Гвінея-Бісау, Кот-д’Івуар, Кенія , Ліберія, Лівія, Малі, Марокко, Мавританія, Нігер, Нігерія, Сан-Томе і Прінсіпі, Сенегал, Сьєрра-Леоне, Сомалі, Судан, Чад, Того, Туніс | 1, 692                                  |
| Спільний ринок Східної та Південної Африки          | 5 листопада 1993 року  | Бурунді, Коморські Острови, Джибуті, Єгипет, Еритрея, Есватіні (Свазіленд), Ефіопія, Кенія, Ліберія, Мадагаскар, Малаві, Маврикій, Уганда, Демократична Республіка Конго, Руанда, Сейшельські Острови, Судан, Замбія, Зімбабве                                                                       | 1,011                                   |
| Союз Арабського Магрибу                             | 17 лютого 1989 року    | Алжир, Лівія, Марокко, Мавританія, Туніс | 579                                     |

## Економічні варіанти та показники
Після початкового відновлення від світової економічної кризи 2009 року економіка Африки була підірвана в 2011 році арабськими повстаннями. Зростання континенту впало з 5% у 2010 році до 3,4% у 2011 році. З відновленням економіки північноафриканських країн і постійним покращенням в інших регіонах очікується, що зростання на всьому континенті прискориться до 4,5% у 2012 році та 4,8% у 2013 році. Короткострокові проблеми для світової економіки залишаються, оскільки Європа стикається з борговою кризою. Ціни на сировинні товари, які мають вирішальне значення для Африки, знизилися після свого піку через слабкий попит і збільшення пропозиції, і деякі з них можуть впасти далі. Але очікується, що ціни залишаться на рівні, сприятливому для африканського експортера.

### Регіони
Економічна активність по всій Африці відновилася. Однак темпи відновлення були нерівномірними між групами країн і субрегіонами. Країни-експортери нафти загалом розвивалися швидше, ніж країни-імпортери нафти. Західна Африка та Східна Африка були двома найефективнішими субрегіонами в 2010 році.
Внутрішньоафриканська торгівля була уповільнена протекціоністською політикою між країнами та регіонами, і залишається низькою на рівні 17 відсотків порівняно з Європою, де внутрішньорегіональна торгівля становить 69 відсотків. Незважаючи на це, торгівля між країнами, що належать до Спільного ринку Східної та Південної Африки (COMESA), особливо сильного економічного регіону, зросла в шість разів за останнє десятиліття до 2012 року  Гана і Кенія, наприклад, мають розвинені ринки в регіоні для будівельних матеріалів, машин і готової продукції, які значно відрізняються від гірничодобувної та сільськогосподарської продукції, яка становить основну частину їхнього міжнародного експорту.
У 2010 році міністри торгівлі африканських країн домовилися про створення Панафриканської зони вільної торгівлі. Це знизило б тарифи країн на імпорт і збільшило б внутрішньоафриканську торгівлю, і, за очікуваннями, диверсифікацію економіки в цілому.

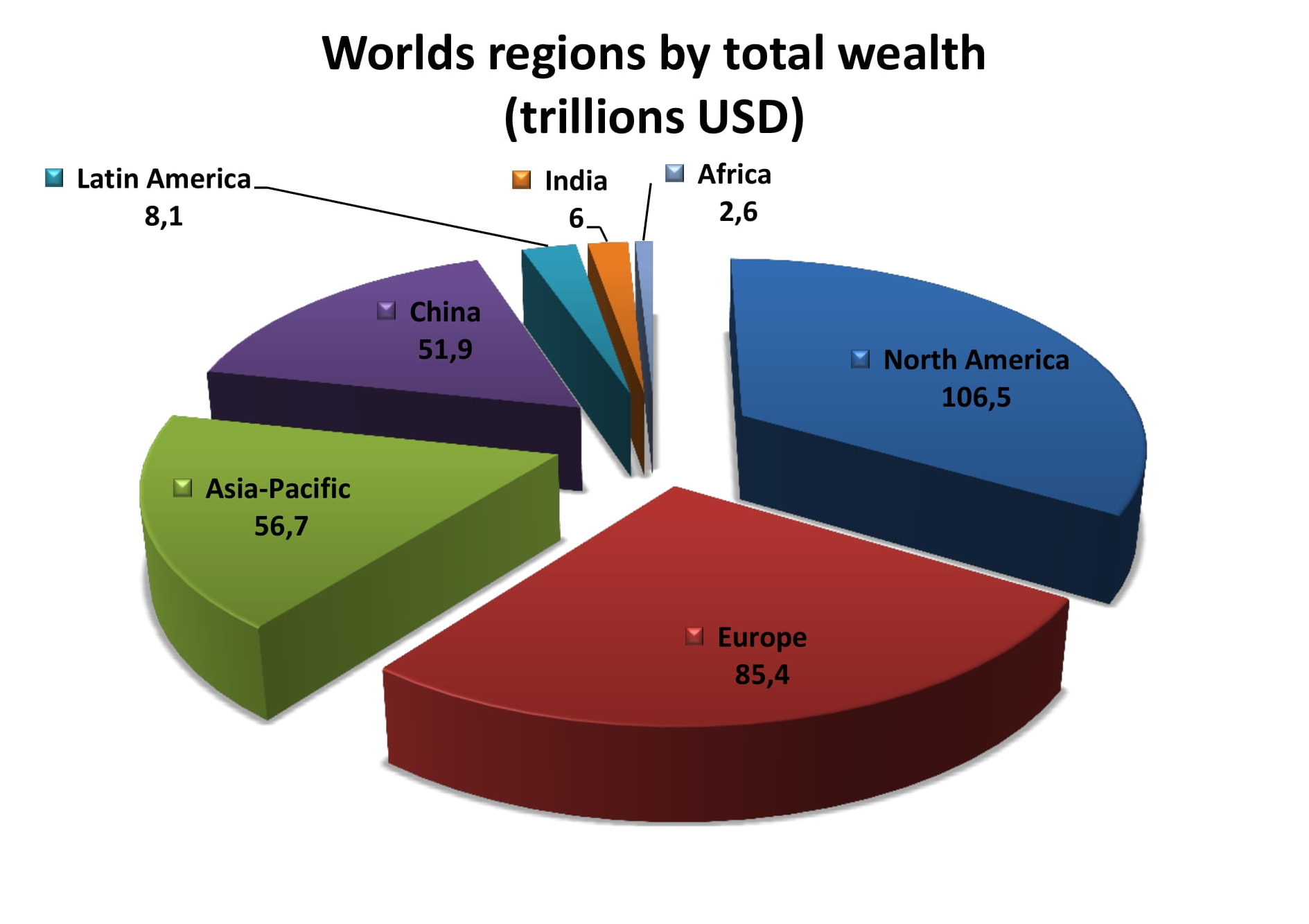
Регіони світу за загальним багатством (у трильйонах доларів), 2018

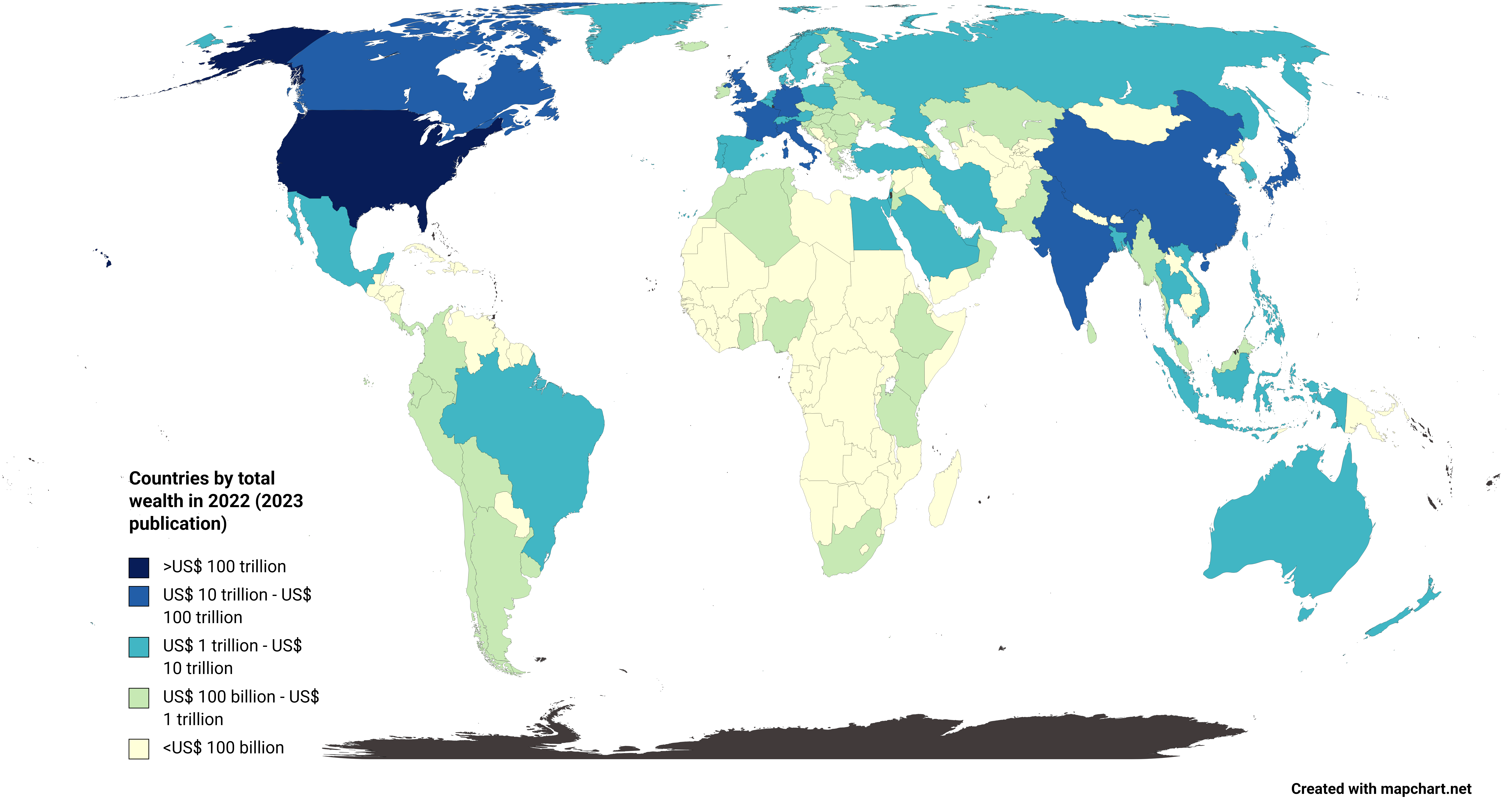
Країни за загальним багатством (трильйони доларів США), Credit Suisse

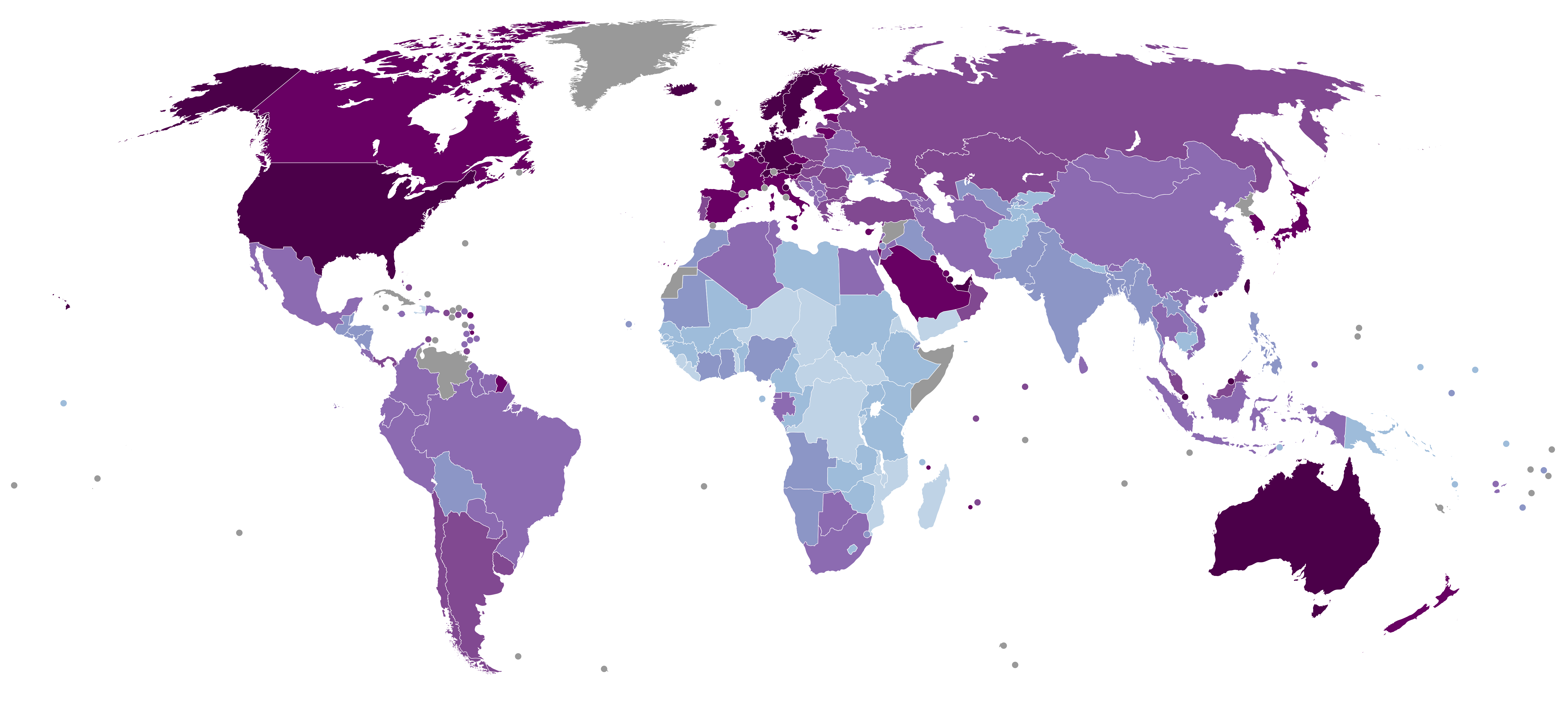
Країни до 2020 р. ВВП (ПКС) на душу населення

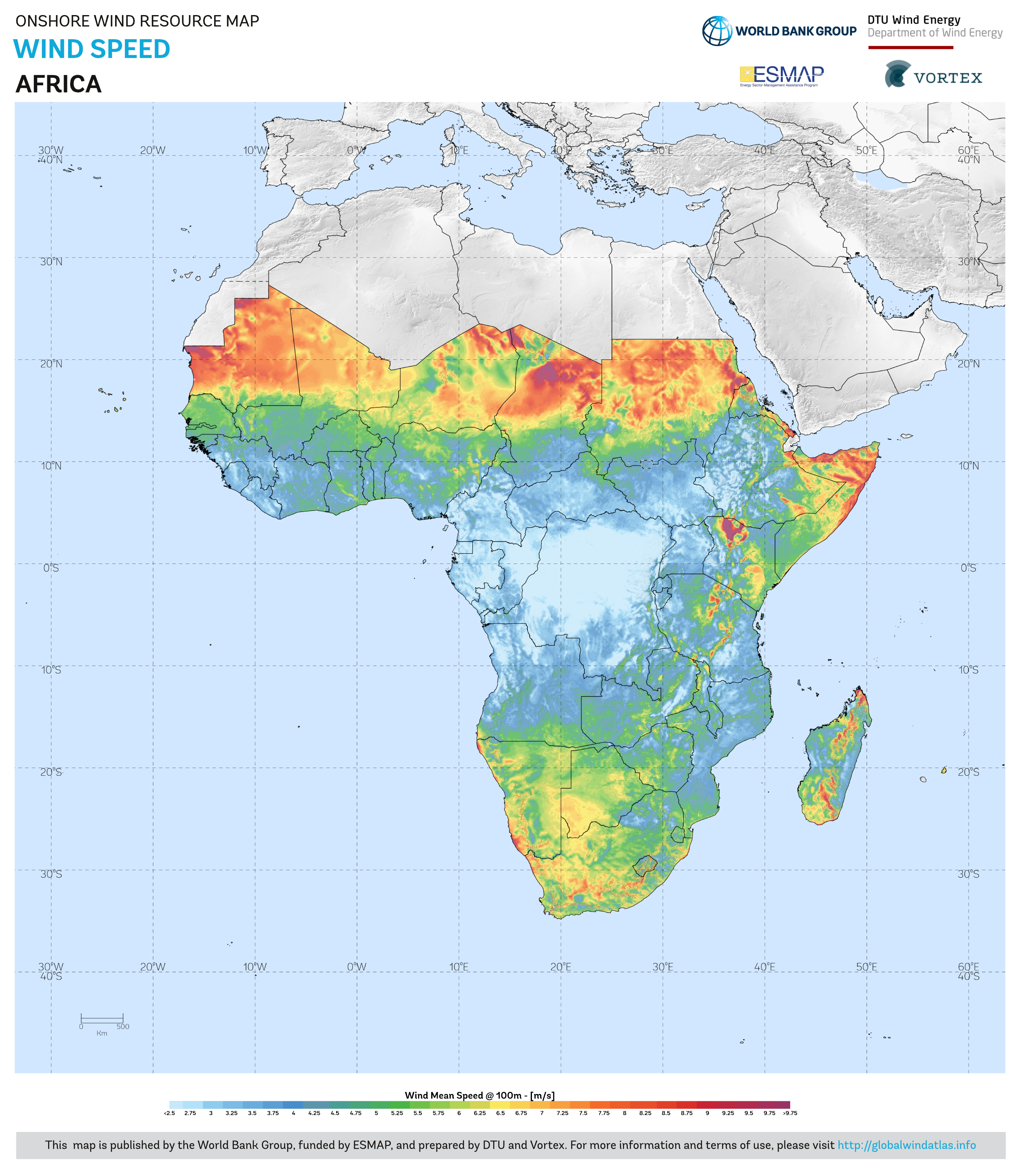
Середня швидкість вітру в Африці на південь від Сахари

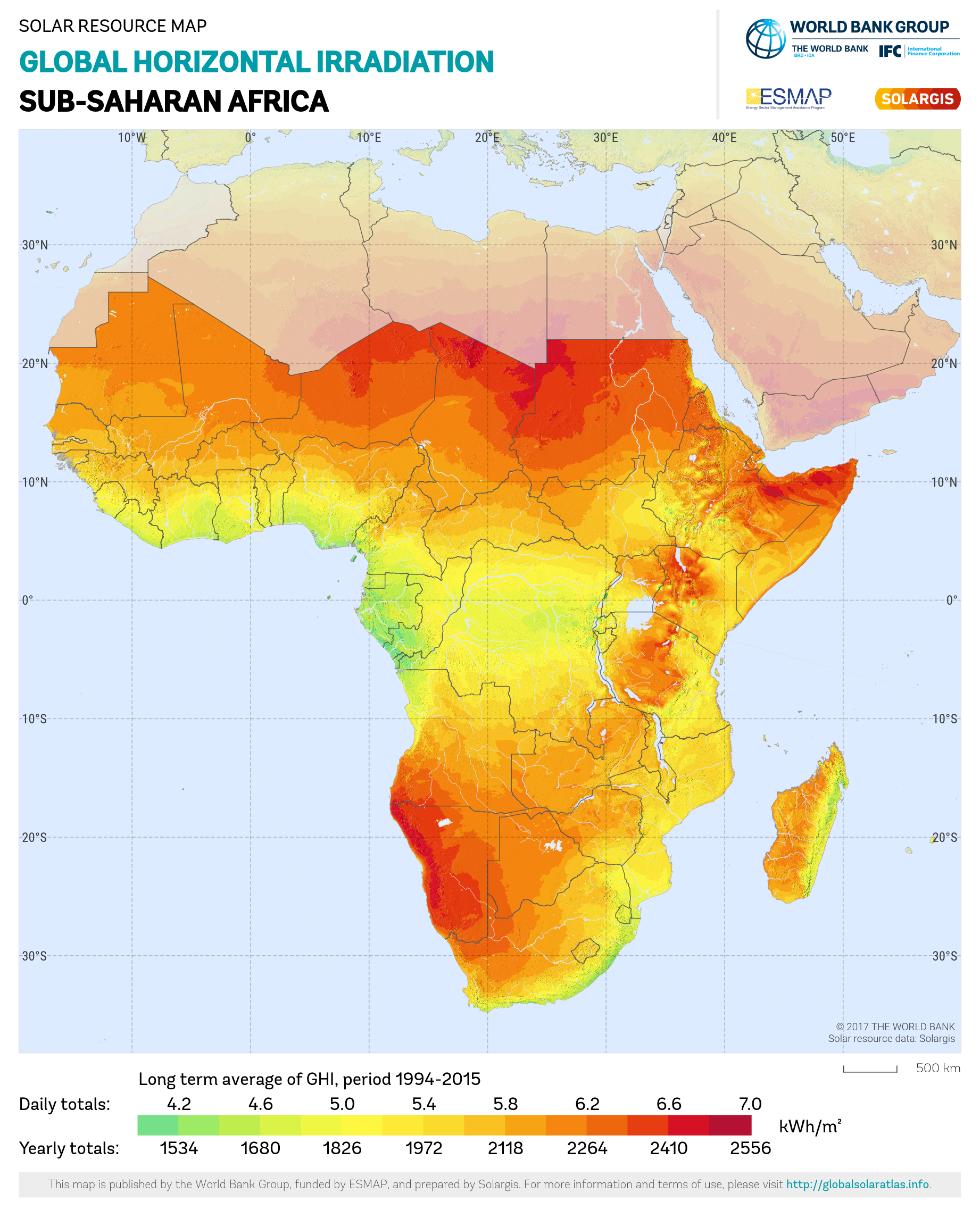
Глобальне горизонтальне опромінення в Африці на південь від Сахари

### Африканські народи
| Країна                           | ВВП (номінал) в 2019 (долари США$) | ВВП (ПКС) в 2019 (US$, ПКС) | Середній річний реальний ріст ВВП 2010-2019 (%) | ІЛР 2019     |
| -------------------------------- | ---------------------------------- | --------------------------- | ----------------------------------------------- | ------------ |
| Алжир                            | 169,3                              | 11,729                      | 2,6                                             | 0.748        |
| Ангола                           | 89,4                               | 7,384                       | 1,9                                             | 0.581        |
| Бенін                            | 14,4                               | 3,423                       | 5,1                                             | 0.545        |
| Ботсвана                         | 18,5                               | 17,949                      | 4,3                                             | 0.735        |
| Буркіна-Фасо                     | 15,7                               | 2,282                       | 5,7                                             | 0.452        |
| Бурунді                          | 3,1                                | 821                         | 2,0                                             | 0.433        |
| Камерун                          | 38,9                               | 3,856                       | 4,6                                             | 0.563        |
| Кабо-Верде                       | 2,0                                | 7,471                       | 2,9                                             | 0.665        |
| Центральноафриканська Республіка | 2,3                                | 985                         | −1,8                                            | 0.397        |
| Чад                              | 10,9                               | 1,654                       | 2,2                                             | 0.398        |
| Коморські Острови                | 1,2                                | 3,108                       | 3,1                                             | 0.554        |
| ДР Конго                         | 49,8                               | 1,015                       | 6,1                                             | 0.480        |
| Республіка Конго                 | 12,5                               | 4,600                       | −1,0                                            | 0.574        |
| Джибуті                          | 3,3                                | 5,195                       | 6,6                                             | 0.524        |
| Єгипет                           | 302,3                              | 12,391                      | 3,8                                             | 0.707        |
| Екваторіальна Гвінея             | 11,8                               | 19,291                      | −2,9                                            | 0.592        |
| Еритрея                          | 2,0                                | 1,836                       | 3,4                                             | 0.459        |
| Есватіні                         | 4,6                                | 9,245                       | 2,4                                             | 0.611        |
| Ефіопія                          | 92,8                               | 2,724                       | 9,5                                             | 0.485        |
| Габон                            | 16,9                               | 16,273                      | 3,7                                             | 0.703        |
| Гамбія                           | 1,8                                | 2,316                       | 2,4                                             | 0.496        |
| Гана                             | 67,0                               | 5,688                       | 6,5                                             | 0.611        |
| Гвінея                           | 13,8                               | 2,506                       | 6,2                                             | 0.477        |
| Гвінея-Бісау                     | 1,4                                | 2,429                       | 3,8                                             | 0.480        |
| Кот-д'Івуар                      | 58,6                               | 5,327                       | 6,7                                             | 0.538        |
| Кенія                            | 95,4                               | 4,985                       | 5,6                                             | 0.601        |
| Лесото                           | 2,4                                | 3,010                       | 2,8                                             | 0.527        |
| Ліберія                          | 3,2                                | 1,601                       | 2,7                                             | 0.480        |
| Лівія                            | 39,8                               | 14,174                      | −10,2                                           | 0.724        |
| Мадагаскар                       | 14,1                               | 1,720                       | 3,4                                             | 0.528        |
| Малаві                           | 7,7                                | 1,004                       | 3,8                                             | 0.483        |
| Малі                             | 17,3                               | 2,508                       | 4,3                                             | 0.434        |
| Мавританія                       | 7,6                                | 6,036                       | 3,9                                             | 0.546        |
| Маврикій                         | 14,0                               | 23,819                      | 3,6                                             | 0.804        |
| Майотта (France)                 | 3,1 (2018)                         | 11,815 (номінал, 2018)      | (N/A)                                           | (N/A)        |
| Марокко                          | 118,6                              | 8,148                       | 3,4                                             | 0.686        |
| Мозамбік                         | 15,2                               | 1,302                       | 5,4                                             | 0.456        |
| Намібія                          | 12,5                               | 10,279                      | 2,8                                             | 0.646        |
| Нігер                            | 12,9                               | 1,276                       | 5,9                                             | 0.394        |
| Нігерія                          | 448,1                              | 5,353                       | 3,0                                             | 0.539        |
| Реюньйон (France)                | 22,0                               | 25,639 (номінал)            | 2,1                                             | 0,850 (2003) |
| Руанда                           | 10,1                               | 2,363                       | 7,6                                             | 0.543        |
| Сан-Томе і Принсіпі              | 0,4                                | 4,141                       | 3,9                                             | 0.625        |
| Сенегал                          | 23,6                               | 3,536                       | 5,3                                             | 0.512        |
| Сейшельські Острови              | 1,7                                | 30,430                      | 4,6                                             | 0.796        |
| Сьєрра-Леоне                     | 4,2                                | 1,778                       | 4,4                                             | 0.452        |
| Сомалі                           | 5,2                                | 888,00                      | (N/A)                                           | 0,364 (2008) |
| ПАР                              | 351,4                              | 12,962                      | 1,5                                             | 0.709        |
| Південний Судан                  | 4,9                                | 862                         | (N/A)                                           | 0.433        |
| Судан                            | 33,4                               | 4,140                       | −1,6                                            | 0.510        |
| Танзанія                         | 60,8                               | 2,841                       | 6,7                                             | 0.529        |
| Того                             | 5,5                                | 1,657                       | 5,6                                             | 0.515        |
| Туніс                            | 38,8                               | 11,125                      | 1,8                                             | 0.740        |
| Уганда                           | 36,5                               | 2,646                       | 5,2                                             | 0.544        |
| Замбія                           | 24,2                               | 3,526                       | 4,3                                             | 0.584        |
| Зімбабве                         | 18,7                               | 2,896                       | 4,2                                             | 0.571        |

## Сектори та галузі економіки
Оскільки експортний портфель Африки переважно базується на сировині, її експортні надходження залежать від коливань цін на сировинні товари. Це посилює вразливість континенту до зовнішніх шоків і посилює потребу в диверсифікації експорту. Торгівля послугами, головним чином подорожами та туризмом, продовжувала зростати в 2012 році, підкреслюючи потужний потенціал континенту в цій сфері.

### Сільське господарство

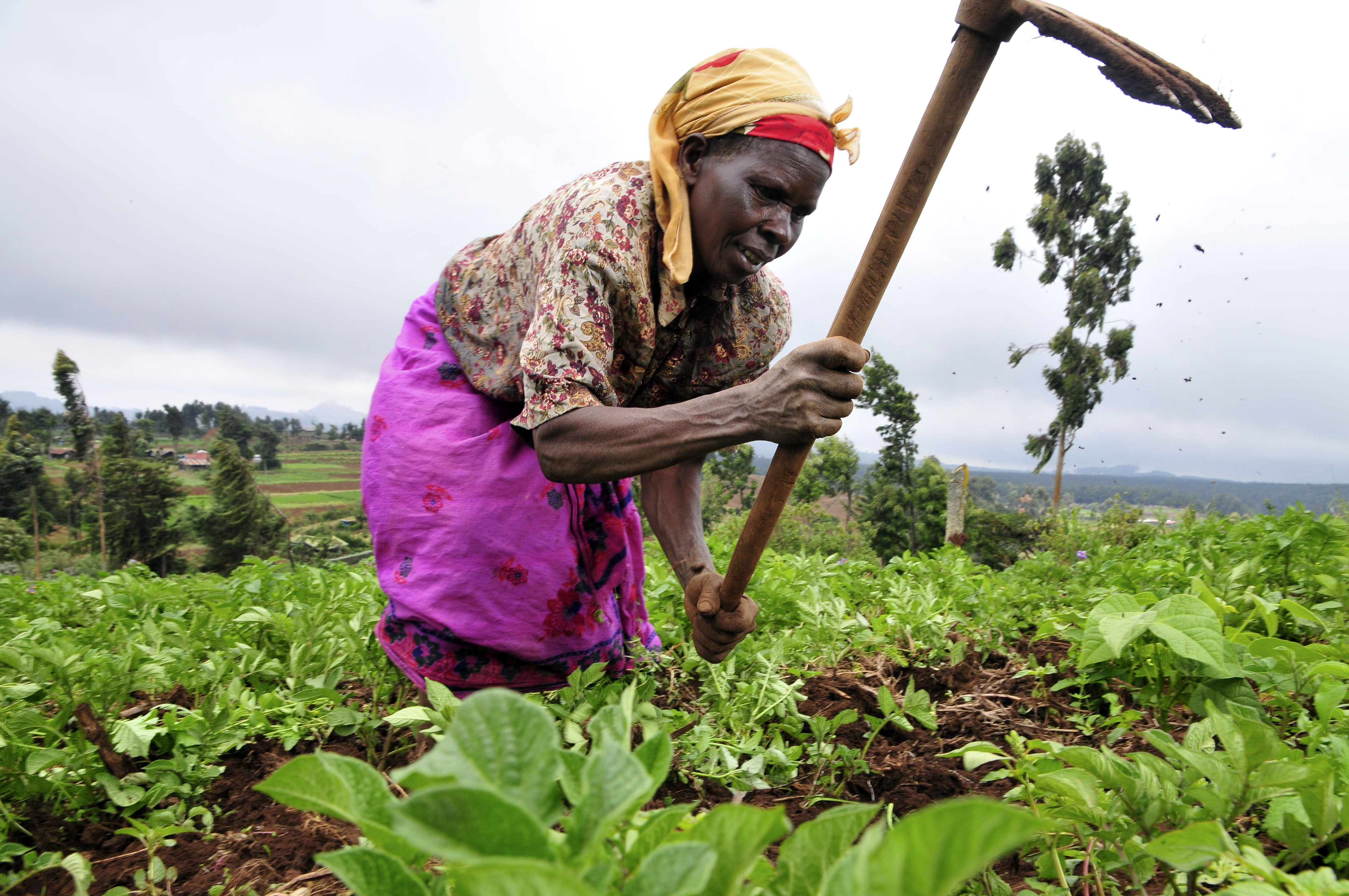
Фермер регіону гори Кенія

У ситуації, коли африканські країни експортують урожай на Захід, а мільйони людей на континенті голодують, звинувачують економічну політику розвинених країн. Ці передові країни захищають свої власні сільськогосподарські сектори високими імпортними тарифами та пропонують державні субсидії своїм фермерам, які, на думку багатьох, призводить до перевиробництва таких товарів, як зерно, бавовна та молоко. Вплив сільськогосподарських субсидій у розвинених країнах на фермерів країн, що розвиваються, і міжнародний розвиток добре задокументовано. Сільськогосподарські субсидії можуть сприяти зниженню цін на користь споживачів, але також означають, що не субсидованим фермерам із країн, що розвиваються, складніше конкурувати на світовому ринку; і вплив на бідність є особливо негативним, коли субсидії надаються для культур, які також вирощуються в країнах, що розвиваються, оскільки фермери країн, що розвиваються, повинні конкурувати безпосередньо з субсидованими фермерами розвинених країн, наприклад, у бавовні та цукрі. У 2003 році IFPRI підрахував, що вплив субсидій коштує країнам, що розвиваються, 24 мільярди доларів у вигляді втрачених доходів, спрямованих на сільськогосподарське та агропромислове виробництво; і більше 40 мільярдів доларів витісняється з чистого сільськогосподарського експорту. Результатом цього є те, що світова ціна на таку продукцію постійно знижується, доки африканці не в змозі конкурувати, за винятком товарних культур, які нелегко ростуть у північному кліматі.
В останні роки такі країни, як Бразилія, яка досягла прогресу в сільськогосподарському виробництві, погодилися поділитися технологіями з Африкою, щоб збільшити сільськогосподарське виробництво на континенті аби зробити його більш життєздатним торговим партнером. Збільшення інвестицій в африканські сільськогосподарські технології загалом має потенціал для зменшення бідності в Африці. Ринок попиту на африканське какао пережив ціновий бум у 2008 році  Уряди Нігерії, Південної Африки  та Уганди націлили політику, щоб скористатися підвищеним попитом на певні сільськогосподарські продукти  та планують стимулювати сільськогосподарські сектори. Африканський Союз планує інвестувати значні кошти в сільське господарство Африки , і ООН уважно стежить за ситуацією.
Кліщі є постійним тиском на худобу континенту. Хоча акарициди зазвичай використовуються місцевими фермерами, вони стають менш ефективними. Вакцини від кліщів знаходяться на стадії розробки і можуть заповнити цю порожнечу.

### Енергія

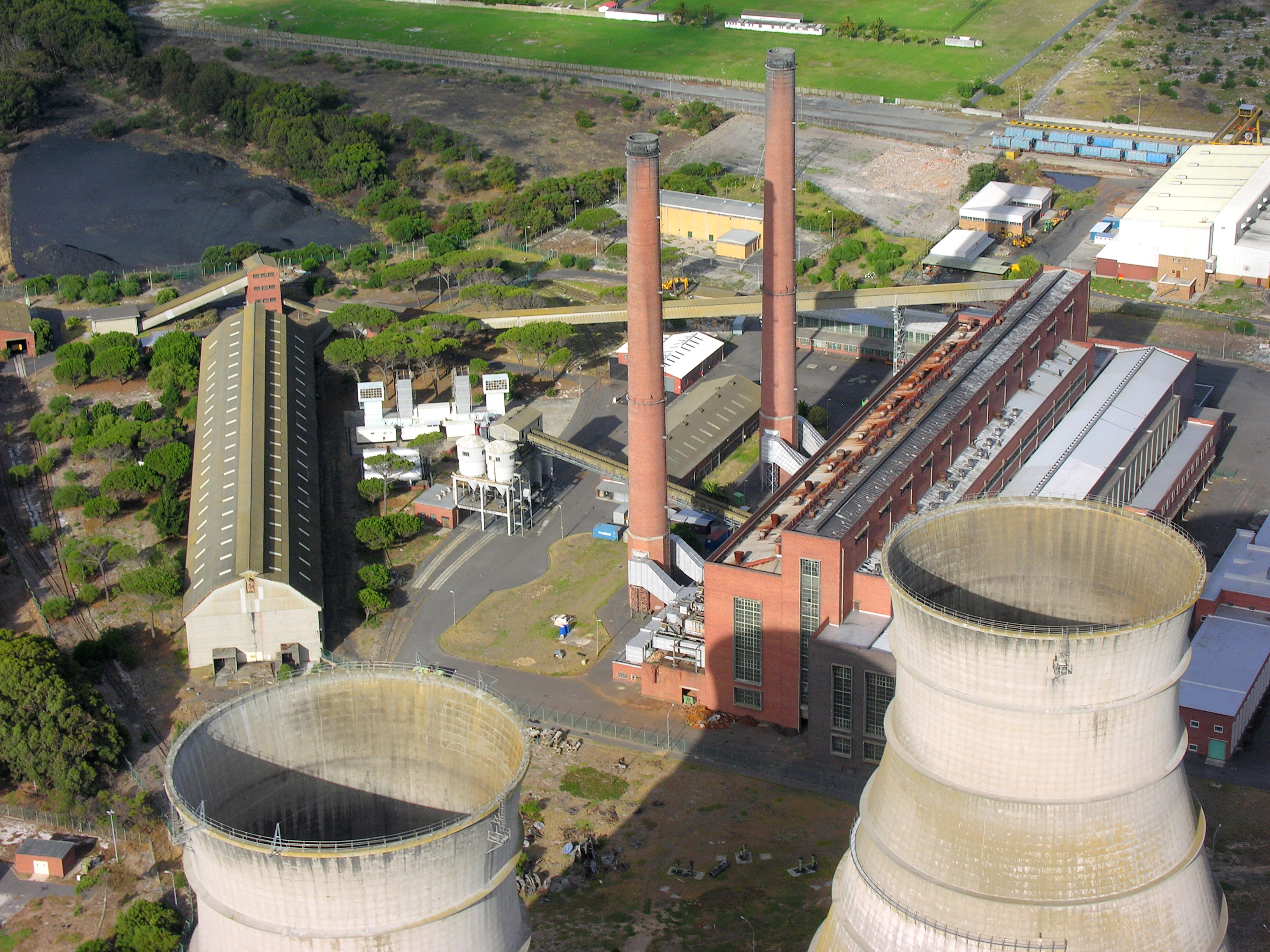
Електростанція Атлон в Кейптауні, Південна Африка

Африка має значні ресурси для виробництва енергії в кількох формах ( гідроелектростанція, запаси нафти та газу, видобуток вугілля, виробництво урану, відновлювані джерела енергії, такі як сонячна, вітрова та геотермальна). Відсутність розвитку та інфраструктури означає, що сьогодні практично не використовується цей потенціал. Найбільшими споживачами електроенергії в Африці є Південна Африка, Лівія, Намібія, Єгипет, Туніс і Зімбабве, які споживають від 1000 до 5000 кВт-год/м 2 на людину, на відміну від таких африканських держав, як Ефіопія, Еритрея і Танзанія, де споживання електроенергії на одну людину незначне.
Нафта і нафтопродукти є основним експортом 14 країн Африки. Частка нафти та нафтопродуктів у загальному експорті Африки становила 46,6% у 2010 році; другим за величиною експортом Африки в цілому є природний газ у газоподібному стані та у вигляді зрідженого природного газу, на частку якого припадає 6,3% експорту Африки. Тільки Південна Африка використовує ядерну енергію в комерційних цілях.

### Інфраструктура

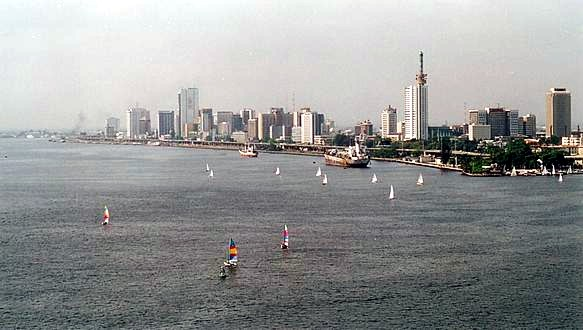
Лагос, Нігерія, найбільше місто Африки

Відсутність інфраструктури створює перешкоди для африканського бізнесу. Незважаючи на велику кількість портів, відсутність допоміжної транспортної інфраструктури збільшує витрати на 30–40%, на відміну від азійських портів.
Залізничні проекти були важливими для шахтарських районів з кінця 19 століття. Великі залізничні та автомобільні проекти характеризують кінець 19 століття. Залізничні дороги наголошувалися в колоніальній епосі, а дороги — у «постколоніальні» часи. Jedwab & Storeygard виявили, що в 1960–2015 роках існував сильний зв’язок між транспортними інвестиціями та економічним розвитком.
По всій Африці реалізується багато великих інфраструктурних проектів. Більшість із цих проектів стосується виробництва та транспортування електроенергії. Багато інших проектів включають асфальтовані дороги, залізниці, аеропорти та інше будівництво.
Телекомунікаційна інфраструктура також є сферою зростання в Африці. Хоча проникнення Інтернету відстає від інших континентів, воно все одно досягає 9%. Станом на 2011 рік, за оцінками, в Африці використовувалося 500 000 000 мобільних телефонів усіх типів, у тому числі 15 000 000 «смартфонів».

### Гірнича справа та буріння
| Місце | Регіон                | бр/день  | Рік      | Подібно до |
| Місце | W: Світ               | 85540000 | 2007 рік | Подібно до |
| ----- | --------------------- | -------- | -------- | ---------- |
| 01    | Е: Росія              | 9980000  | 2007 рік |            |
| 02    | Ar: Саудівська Аравія | 9200000  | 2008 рік |            |
| 04    | Як: Лівія             | 4725000  | 2008 рік | Іран       |
| 10    | Af: Нігерія           | 2352000  | 2011 рік | Норвегія   |
| 15    | Af: Алжир             | 2173000  | 2007 рік |            |
| 16    | Af: Ангола            | 1910000  | 2008 рік |            |
| 17    | Аф: Єгипет            | 1845000  | 2007 рік |            |
| 27    | Af: Туніс             | 664000   | 2007 рік | Австралія  |
| 31    | Аф: Судан             | 466100   | 2007 рік | Еквадор    |
| 33    | Af: Екв. Гвінея       | 368500   | 2007 рік | В'єтнам    |
| 38    | Af: ДР Конго          | 261000   | 2008 рік |            |
| 39    | Af: Габон             | 243900   | 2007 рік |            |
| 40    | Af: ПАР               | 199100   | 2007 рік |            |
| 45    | Аф: Чад               | 156000   | 2008 рік | Німеччина  |
| 53    | Af: Камерун           | 87400    | 2008 рік | Франція    |
| 56    | E: Франція            | 71400    | 2007 рік |            |
| 60    | Af: Кот д'Івуар       | 54400    | 2008 рік |            |
| —     | Аф: Африка            | 10780400 | 2011 рік | Росія      |

Мінеральна промисловість Африки є однією з найбільших у світі. Африка є другим за величиною континентом, площа якого становить 30 мільйонів квадратних кілометрів, що означає великі ресурси. Для багатьох африканських країн розвідка та видобуток корисних копалин становлять значну частину їхньої економіки та залишаються ключовими для майбутнього економічного зростання. Африка багата запасами корисних копалин і займає перше чи друге місце за кількістю світових запасів бокситів, кобальту, промислових алмазів, фосфоритів, металів платинової групи (МПГ), вермикуліту та цирконію.
Багато інших мінералів також присутні в кількості. У 2005 році частка світового виробництва з африканської землі така: бокситів 9%; алюміній 5%; хроміт 44%; кобальт 57%; мідь 5%; золото 21%; залізна руда 4%; сталь 2%; свинець (Pb) 3%; марганець 39%; цинк 2%; цемент 4%; природний алмаз 46%; графіт 2%; фосфорит 31%; вугілля 5%; мінеральне паливо (включаючи вугілля) і нафта 13%; уран 16%. 

### Виробництво

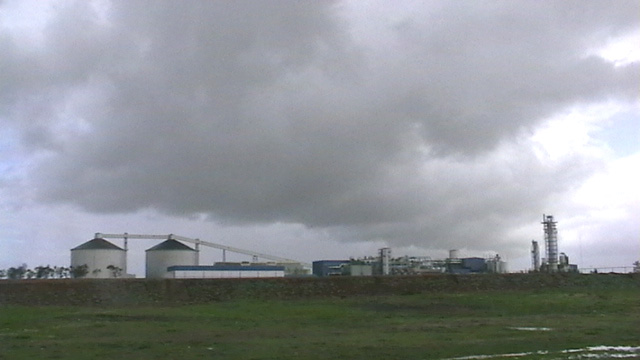
Цукровий завод Soucreye в Сіді Беннур (Дуккала), Марокко

І Африканський Союз, і Організація Об’єднаних Націй окреслили плани щодо того, як Африка може допомогти собі індустріалізувати та розвинути значні виробничі сектори до рівнів, пропорційних африканській економіці 1960-х років за допомогою технологій 21-го століття. Така зосередженість на зростанні та диверсифікації промислового виробництва, а також диверсифікації сільськогосподарського виробництва породила надію, що 21 століття стане для Африки століттям економічного та технологічного зростання. Ця надія, у поєднанні з появою нових лідерів в Африці в майбутньому, надихнула термін « африканське століття», посилаючись на 21 століття, яке потенційно може стати століттям, коли величезний невикористаний потенціал праці, капіталу та ресурсів Африки може стати світовим гравцем. Цій надії у виробництві та промисловості сприяє бум комунікаційних технологій  і місцева гірничодобувна промисловість  у більшій частині Африки на південь від Сахари. В останні роки Намібія залучила промислові інвестиції  а Південна Африка почала пропонувати податкові пільги для залучення прямих іноземних інвестиційних проектів у виробництво.
Такі країни, як Маврикій, планують розробити нові «зелені технології» для виробництва. Подібні розробки мають величезний потенціал для відкриття нових ринків для африканських країн, оскільки прогнозується, що попит на альтернативні «зелені» та чисті технології в майбутньому різко зросте, оскільки світові запаси нафти скорочуються, а технології на основі викопного палива стануть менш економічно життєздатними.
Останніми роками Нігерія перебуває на шляху індустріалізації. Наразі тут є місцева компанія з виробництва транспортних засобів Innoson Vehicle Manufacturing (IVM), яка виробляє швидкісні автобуси, вантажівки та позашляховики з майбутнім впровадженням автомобілів. Їхні автомобілі різних марок наразі доступні в Нігерії, Гані та інших країнах Західної Африки. У Нігерії також є кілька виробників електроніки, як-от Zinox, перший фірмовий нігерійський виробник комп’ютерів та електронних гаджетів (наприклад, планшетних ПК). У 2013 році Нігерія запровадила політику щодо ввізного мита на транспортні засоби, щоб заохотити місцеві виробничі компанії в країні. У зв’язку з цим деякі іноземні компанії з виробництва автомобілів, такі як Nissan, оголосили про свої плани створити заводи в Нігерії. Окрім електроніки та транспортних засобів, більшість споживчих, фармацевтичних і косметичних товарів, будівельних матеріалів, текстилю, побутових інструментів, пластмас тощо також виробляються в країні та експортуються в інші країни Африки. Зараз Нігерія є найбільшим виробником цементу в Африці на південь від Сахари  і Dangote Cement Factory, Obajana є найбільшим цементним заводом в Африці на південь від Сахари. Огун вважається промисловим центром Нігерії (оскільки більшість заводів розташовані в Огуні, і навіть більше компаній переїжджають туди), за ним слідує Лагос.
Виробничий сектор у Східній Африці невеликий, але зростає. Основними галузями промисловості є текстильна та швейна, обробка шкіри, агробізнес, хімічна продукція, електроніка та транспортні засоби. Країни Східної Африки, такі як Уганда, також виробляють мотоцикли для внутрішнього ринку.

### Інвестиції та банківська справа

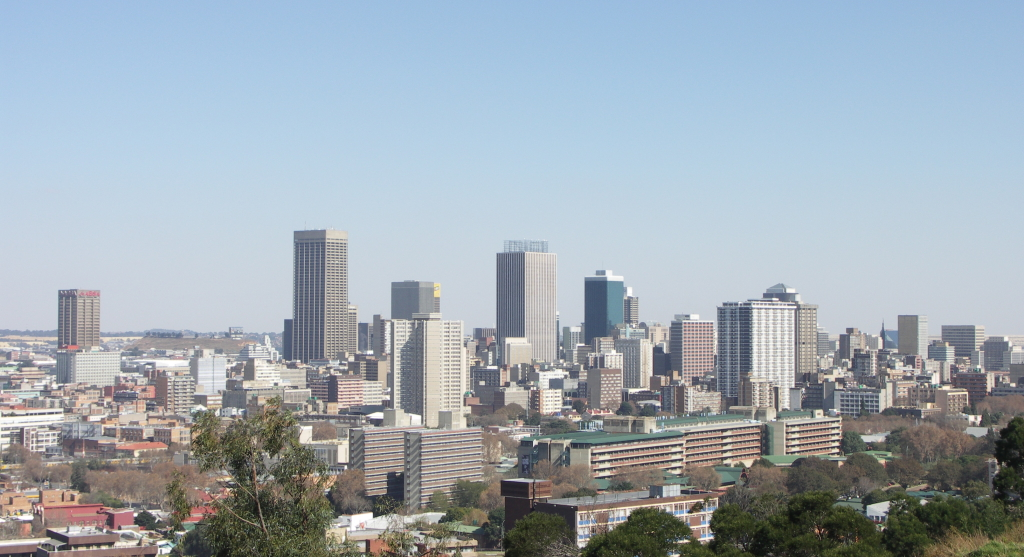
Багато фінансових компаній мають офіси в центрі міста Йоганнесбург, Південна Африка.

Індустрія фінансових послуг Африки вартістю 107 мільярдів доларів США матиме вражаюче зростання до кінця десятиліття, оскільки все більше банків орієнтуються на формування середнього класу на континенті. Банківський сектор переживає рекордне зростання, зокрема завдяки різноманітним технологічним інноваціям.
Китай та Індія  виявляють зростаючий інтерес до африканських економік, що розвиваються, у 21 столітті. Взаємні інвестиції між Африкою та Китаєм різко зросли в останні роки  на тлі поточної світової фінансової кризи.
Збільшення інвестицій в Африку з боку Китаю привернуло увагу Європейського Союзу та спровокувало розмови про конкурентні інвестиції з боку ЄС. Члени африканської діаспори за кордоном, особливо в ЄС та Сполучених Штатах, посилили зусилля, щоб використовувати свій бізнес для інвестування в Африку та заохочувати африканські інвестиції за кордоном у європейську економіку.
Грошові перекази від африканської діаспори та зростання інтересу до інвестицій із Заходу будуть особливо корисними для найменш розвинутих і найбільш спустошених економік Африки, таких як Бурунді, Того та Коморські острови. Однак експерти скаржаться на високі комісії за надсилання грошових переказів до Африки через дуополію Western Union і MoneyGram, які контролюють африканський ринок грошових переказів, що робить Африку найдорожчим ринком грошових переказів у світі. На думку деяких експертів, високі комісії за обробку пересилання грошей до Африки гальмують розвиток африканських країн.
Ангола оголосила про зацікавленість інвестувати в ЄС, зокрема Португалію. Південна Африка привернула все більшу увагу Сполучених Штатів як новий рубіж інвестицій у виробництво, фінансові ринки та малий бізнес , як і Ліберія в останні роки під їх новим керівництвом.
Існує два африканських валютних союзи : Центральний банк держав Західної Африки (BCEAO) і Банк держав Центральної Африки (BEAC). Обидва використовують франк CFA як законний платіжний засіб. Ідея єдиного валютного союзу по всій Африці була висунута, і існують плани щодо його створення до 2020 року, хоча багато питань, таких як зниження рівня інфляції на континенті нижче 5 відсотків, залишаються перешкодами для її завершення.

#### Фондові біржі

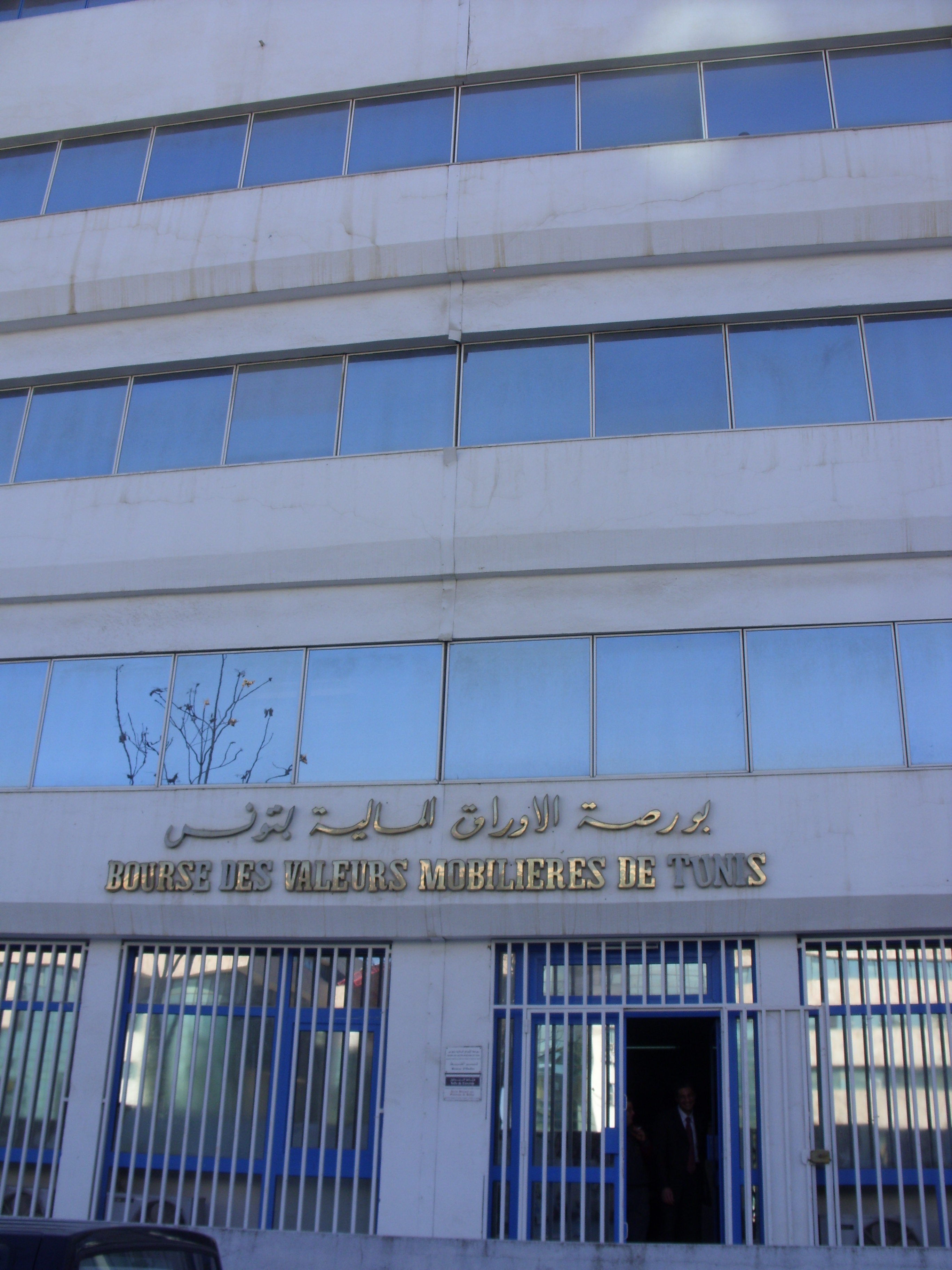
Штаб-квартира Туніської біржі в Тунісі, Туніс

Станом на 2012 рік в Африці було 23 фондові біржі, що вдвічі більше, ніж 20 років тому. Тим не менш, на африканські фондові біржі все ще припадає менше 1% світової фондової діяльності. Десять найкращих фондових бірж в Африці за акціонерним капіталом (суми наведені в мільярдах доларів США):
- Південна Африка (82,88) (2014) [171]
- Єгипет ($73,04 млрд (30 листопада 2014 р.)) [172]
- Марокко (5,18)
- Нігерія (5,11) (фактична вартість ринкової капіталізації становить 39,27 мільярда доларів) [173]
- Кенія (1,33)
- Туніс (0,88)
- BRVM (регіональна фондова біржа, членами якої є Бенін, Буркіна-Фасо, Гвінея-Бісау, Кот-д'Івуар, Малі, Нігер, Сенегал і Того: 6,6)
- Маврикій (0,55)
- Ботсвана (0,43)
- Гана (.38)

У період з 2009 по 2012 рік на фондових біржах 13 африканських країн було відкрито 72 компанії.

## Зовнішні посилання
- Економіка Африки, каталог посилань Open Directory Project
- The Age of the Dragon: China's Conquest of Africa
- Holding the door open for multinationals to extract Africa's wealth, Foreign Policy in Focus
- Africa in the World Economy: the national, regional and international challenges Archived 6 September 2010 at the Wayback Machine by Jan Joost Teunissen and Age Akkerman
- Africa: Living on the Fringe,  Monthly Review. Samir Amin offers a Marxist analysis of Africa's continued economic crisis
- BBC: Africa's Economy
- OECD work on African economy
- Africa Economic Analysis
- World Economic Forum – Africa
- African Development Bank Group
- IMF World Economic Outlook (WEO) – September 2003 – Public Debt in Emerging Markets
- Language and Africa
- Africa's economy: A glimmer of light at last? – The Economist
- Africa and the Knowledge Economy – World Bank Institute report.
- Economic analysis of Middle Africa
- From Aid to Trade with Africa News and analysis by Inter Press Service
- African Development Hindered by Vast US Corporate Interests in Continent’s Resources – video report by Democracy Now!
- Africa: Going Forward or Backward? from the Dean Peter Krogh Foreign Affairs Digital Archives